# 马诺斯克
马诺斯克（法語：Manosque，法語發音：[manɔsk]），法国东南部城市，普罗旺斯-阿尔卑斯-蓝色海岸大区上普罗旺斯阿尔卑斯省的一个市镇，属于福卡尔基耶区，其市镇面积为56.73平方公里，2022年1月1日时人口数量为22,807人，是该省人口数量最多的市镇，在法国城市中排名第402位。
马诺斯克位于上普罗旺斯阿尔卑斯省西南部，迪朗斯河谷之中，自中世纪起建城，是一个区域性的中心城市，铁路和高速公路由此通过，二战后人口数量快速上升。

## 地名来源
“马诺斯克”一名形成于中世纪，其这一前缀可能与“山”有关。

## 历史

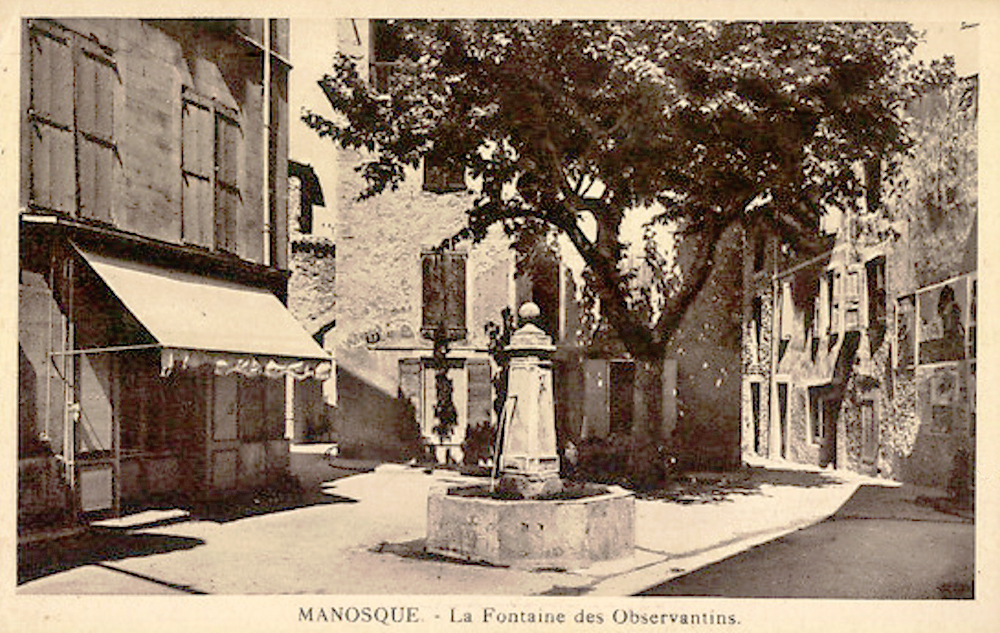
20世纪初的马诺斯克

马诺斯克因迪朗斯河谷而兴盛，后者为阿尔卑斯山的一条重要通道，自高卢-罗马时期起各类地名交通线均由此延伸。公元3世纪起成为东哥特王国的土地，公元526年，阿玛拉逊莎放弃了对阿尔卑斯地区的所求，勃艮第国王贡多马尔三世入主了此地。中世纪中期，马诺斯克被划为聖維克多修道院的领地，普罗旺斯伯爵在此修建博松城堡（Château-Boson）。12世纪，马诺斯克已成为迪朗斯河谷中的重要集镇，13世纪，马诺斯克获得了《马匹通行权》，当地领主可对途径此地的马队征收一定费用；14世纪时，因黑死病疫情影响，马诺斯克出现衰落。1509年，阿尔卑斯山南段发生大地震，马诺斯克附近的迪朗斯河出现了多处堰塞湖。宗教战争期间，新教徒曾在马诺斯克修建了一处教堂，后被奥赖松信使给拆毁。法国大革命期间，马诺斯克附近出现了多个反革命军，斗争直到1795年才相对缓和。1851年，马诺斯克市长约瑟夫·比松（Joseph Buisson）曾谋求普罗旺斯独立，当地超过200名民众对此表示支持，但此后分裂阴谋被破灭，相关参与人员被流放至阿尔及利亚。连通马诺斯克的铁路线于1872年建成。1944年8月20，马诺斯克在龙骑兵行动中被解放。二战后，马诺斯克城市获得快速发展，人口数量超过了省会迪涅莱班。

## 地理

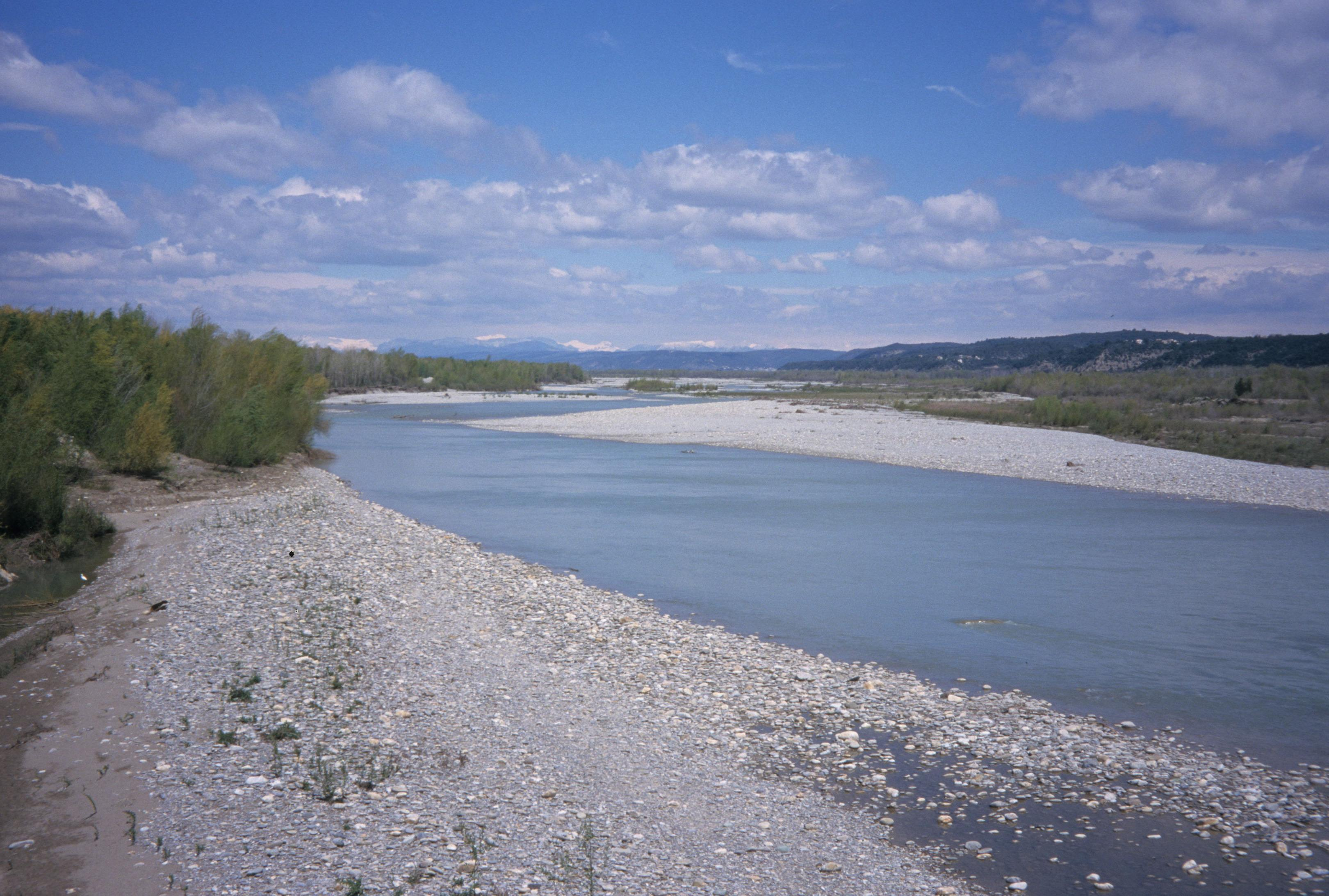
迪朗斯河马诺斯克段

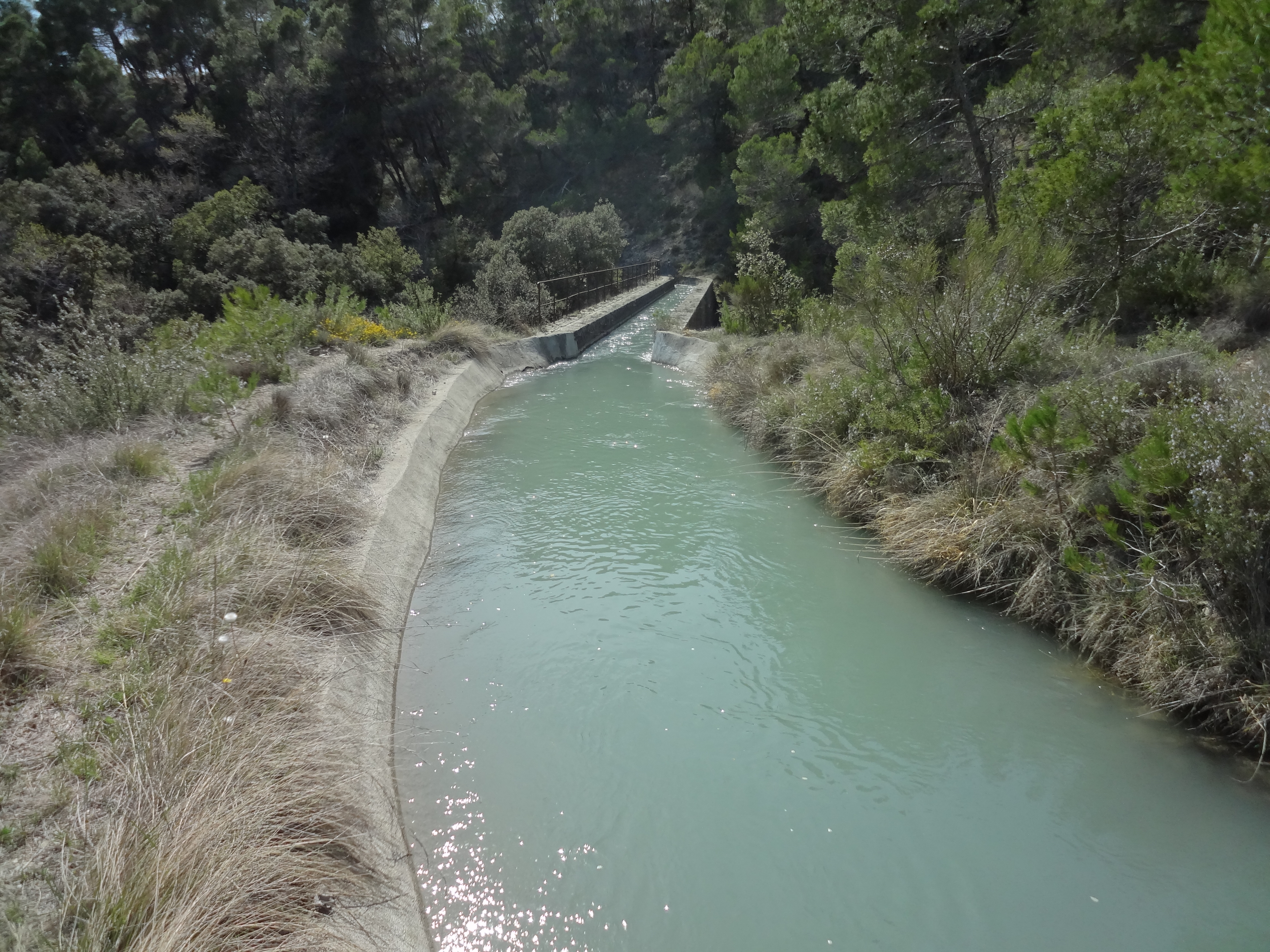
电站引水渠

马诺斯克位于法国东南部，普罗旺斯-阿尔卑斯-蓝色海岸大区中部和上普罗旺斯阿尔卑斯省西南部，距离省会迪涅莱班大约58公里，距离普罗旺斯地区艾克斯大约57公里。与马诺斯克接壤的市镇包括：多凡、格雷乌莱班、蒙菲龙、皮埃尔韦尔、圣马丹莱索、圣蒂勒、瓦朗索勒、维勒米、沃尔克斯。

### 地形
马诺斯克位于迪朗斯河谷中，吕贝龙地质自然保护区内，东西两侧分别为前阿尔卑斯山脉和吕贝龙山脉，市区位于一块山麓脚下，地势自东南向西北有所抬升，全境海拔在279到730米之间，平均海拔为505米。

### 水文
马诺斯克位于迪朗斯河右岸，其附近有一处天然形成的湖泊——瓦纳德湖。另有一条水电站引水渠经过马诺斯克附近。

### 植被
马诺斯克属于地中海亚热带常绿硬叶林区北缘，市区内的主要绿地公园包括南侧的德鲁耶公园（Parc de Drouille）和北侧的拉罗谢特公园（Parc de la Rochette）等，均常年免费向公众开放。

### 气候
马诺斯克在柯本气候分类法中属于地中海气候，因地形因素而有时呈现出山地气候的特征。
马诺斯克境内设有气象站，以下为该气象站的数据（其中日照数据取自阿努堡-圣欧邦气象站）：
| 马诺斯克1981年－2019年 | 马诺斯克1981年－2019年 | 马诺斯克1981年－2019年 | 马诺斯克1981年－2019年 | 马诺斯克1981年－2019年 | 马诺斯克1981年－2019年 | 马诺斯克1981年－2019年 | 马诺斯克1981年－2019年 | 马诺斯克1981年－2019年 | 马诺斯克1981年－2019年 | 马诺斯克1981年－2019年 | 马诺斯克1981年－2019年 | 马诺斯克1981年－2019年 | 马诺斯克1981年－2019年 |
| 月份                   | 1月                    | 2月                    | 3月                    | 4月                    | 5月                    | 6月                    | 7月                    | 8月                    | 9月                    | 10月                   | 11月                   | 12月                   | 全年                   |
| ---------------------- | ---------------------- | ---------------------- | ---------------------- | ---------------------- | ---------------------- | ---------------------- | ---------------------- | ---------------------- | ---------------------- | ---------------------- | ---------------------- | ---------------------- | ---------------------- |
| 历史最高温 °C（°F）    | 21.9 (71.4)            | 18.9 (66.0)            | 22.3 (72.1)            | 25.7 (78.3)            | 32.9 (91.2)            | 40 (104)               | 37.2 (99.0)            | 38 (100)               | 32.7 (90.9)            | 27.8 (82.0)            | 24.7 (76.5)            | 16.3 (61.3)            | 40 (104)               |
| 平均高温 °C（°F）      | 8.6 (47.5)             | 10 (50)                | 13.6 (56.5)            | 17.5 (63.5)            | 22.6 (72.7)            | 28.2 (82.8)            | 31 (88)                | 29.7 (85.5)            | 24.2 (75.6)            | 18.9 (66.0)            | 12.9 (55.2)            | 9.2 (48.6)             | 18.9 (66.0)            |
| 日均气温 °C（°F）      | 4.2 (39.6)             | 4.9 (40.8)             | 8.3 (46.9)             | 12 (54)                | 16.7 (62.1)            | 21.4 (70.5)            | 23.5 (74.3)            | 23.2 (73.8)            | 18.5 (65.3)            | 14.1 (57.4)            | 8.6 (47.5)             | 5.4 (41.7)             | 13.4 (56.1)            |
| 平均低温 °C（°F）      | 0.2 (32.4)             | 0 (32)                 | 3 (37)                 | 6.6 (43.9)             | 10.7 (51.3)            | 14.8 (58.6)            | 16.3 (61.3)            | 16.7 (62.1)            | 12.7 (54.9)            | 9.5 (49.1)             | 4.6 (40.3)             | 1.6 (34.9)             | 8 (46)                 |
| 历史最低温 °C（°F）    | −7.5 (18.5)            | −9.1 (15.6)            | −8.5 (16.7)            | −1 (30)                | 3.3 (37.9)             | 5.9 (42.6)             | 11 (52)                | 11 (52)                | 5 (41)                 | −1.8 (28.8)            | −4.8 (23.4)            | −8.5 (16.7)            | −9.1 (15.6)            |
| 平均降水量 mm（）      | 80 (3.1)               | 41.5 (1.63)            | 14.6 (0.57)            | 30.1 (1.19)            | 98.8 (3.89)            | 73.3 (2.89)            | 2 (0.1)                | 13 (0.5)               | 13.6 (0.54)            | 16.7 (0.66)            | 66.1 (2.60)            | 39.8 (1.57)            | 489.5 (19.27)          |
| 月均日照時數           | 170                    | 186.7                  | 231.6                  | 225.2                  | 260.5                  | 302.4                  | 343.4                  | 310.2                  | 247                    | 191.2                  | 159.2                  | 148.1                  | 2,775.5                |
| 来源：infoclimat.fr    |                        |                        |                        |                        |                        |                        |                        |                        |                        |                        |                        |                        |                        |

## 行政区划
马诺斯克是法国普罗旺斯-阿尔卑斯-蓝色海岸大区上普罗旺斯阿尔卑斯省的一个市镇，编号为04112，属于福卡尔基耶区。马诺斯克管理马诺斯克第一县、第二县和第三县，同时也是迪朗斯-吕贝龙-韦尔东城市圈公共社区的办公驻地。
法国国家统计与经济研究所（简称）在进行数据统计时，将马诺斯克及相邻的另外3个市镇设为马诺斯克城市核心区，并将包括核心区在内的周边共8个市镇划为马诺斯克城市区。同时，还将马诺斯克市镇分为了10个“块区”（IRIS），以便于统计人口分布情况。

## 交通

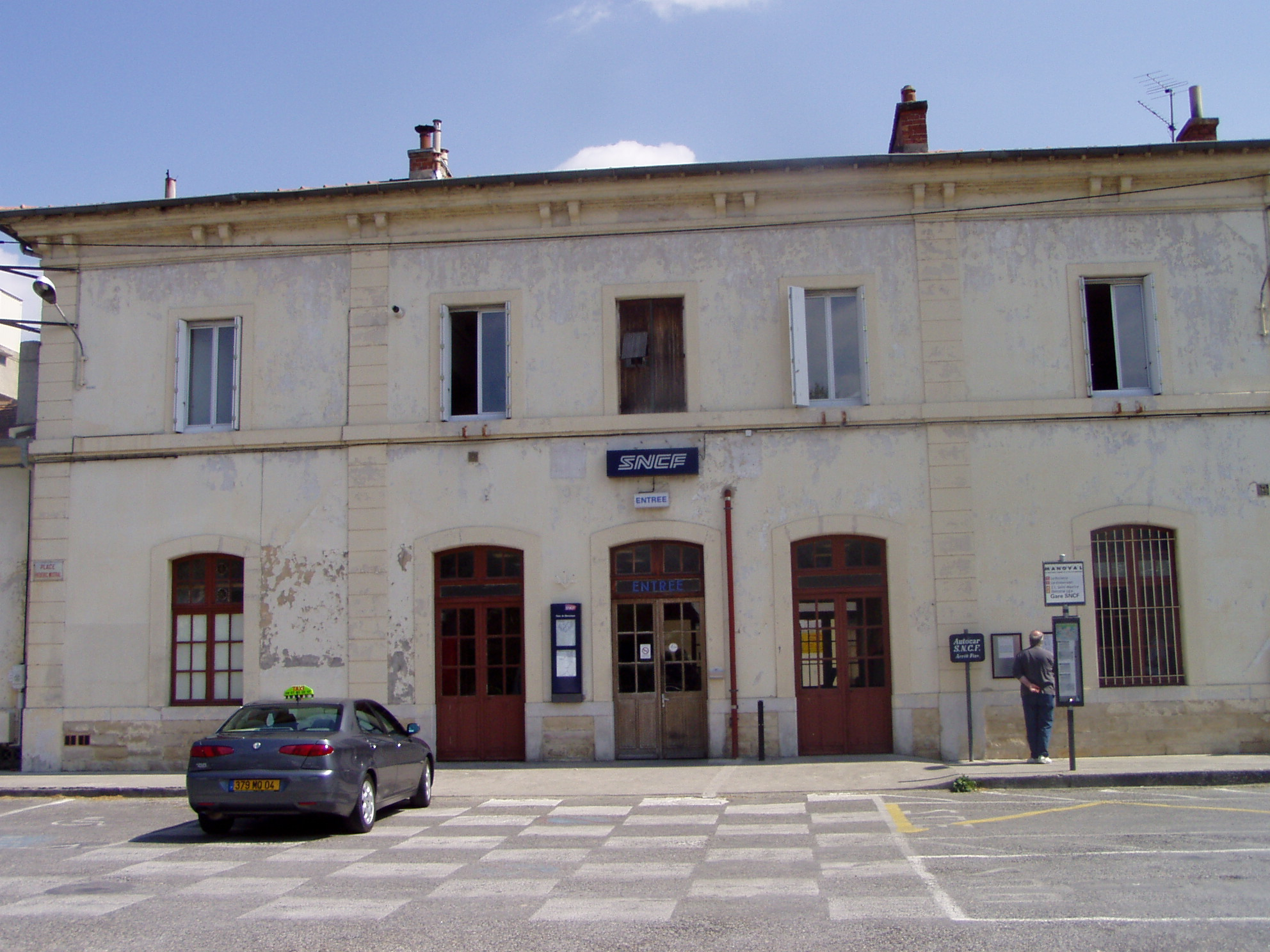
马诺斯克-格雷乌莱班火车站

### 公路
法国A51高速公路经过市区东部并通过一个出入口与市区相连，此外多条上普罗旺斯阿尔卑斯省省道在马诺斯克境内交汇。普罗旺斯-阿尔卑斯-蓝色海岸大区公共交通提供多条途径锡斯特龙的大巴车线路，可前往马赛、迪涅莱班、加普、普罗旺斯地区艾克斯、锡斯特龙等地，还有校车线路可前往周边部分市镇。
2016年，69.8%的马诺斯克家庭拥有至少一辆的私人汽车。同年，马诺斯克境内共发生各类交通事故18起，造成1人遇难，25人受伤。

### 铁路
马诺斯克位于里昂－马赛铁路上，马诺斯克-格雷乌莱班站位于市区东南部，停靠往返于马赛和加普及布里扬松一线的区域列车。

### 航空
距离马诺斯克最近的民用航空站为马赛普罗旺斯机场，距离马诺斯克市中心的公路里程约82公里，有长途巴士可以直达前往。

### 城市公共交通
马诺斯克城市公共交通（商业名称为）是迪朗斯-吕贝龙-韦尔东城市圈公共社区内的城市公共交通系统，截至2020年8月，该系统共包括7条市区线路、8条郊区线路、5条定制公交线路和十余条校车线路，路网覆盖了公共社区内的所有市镇。

## 政治

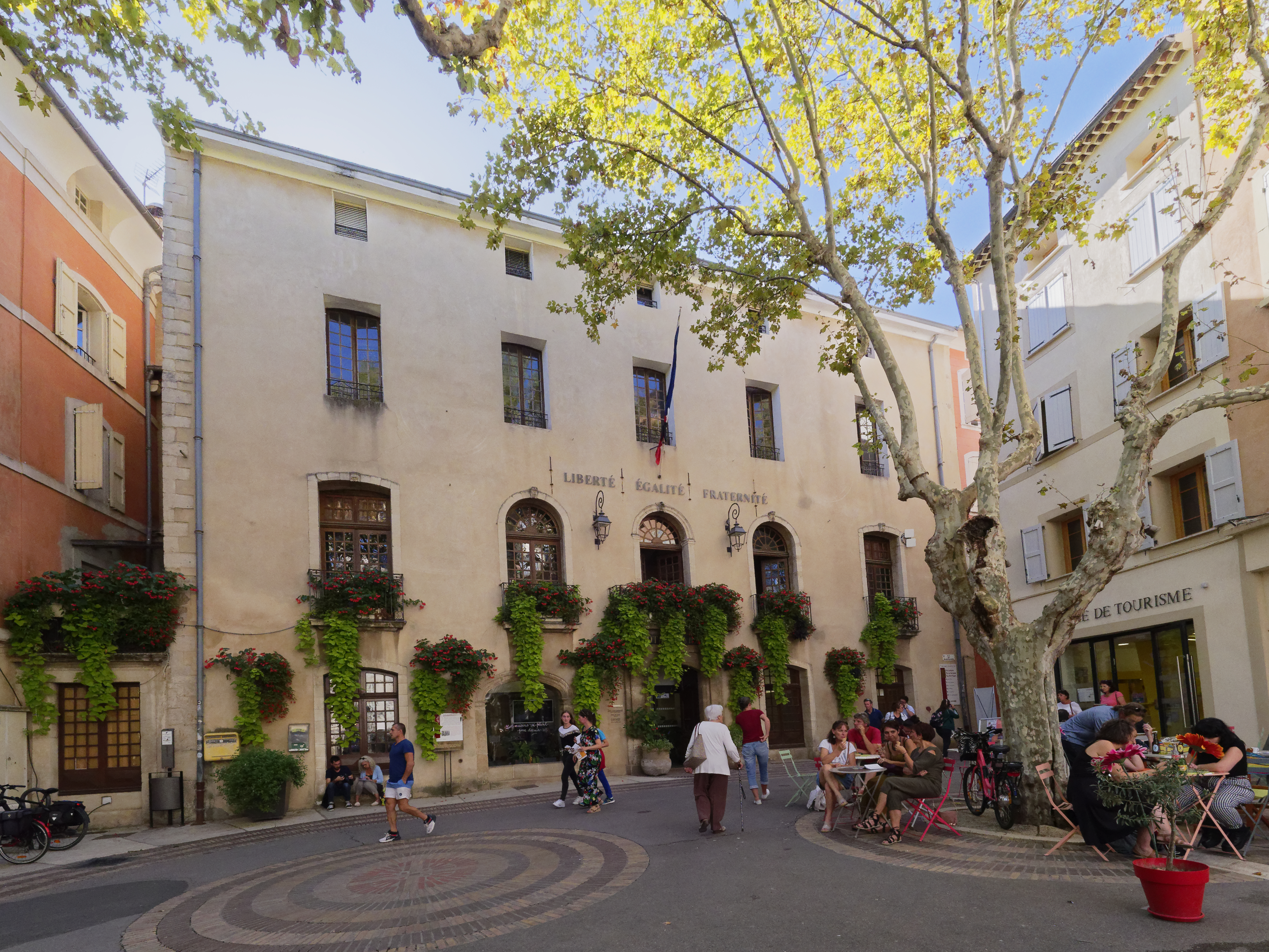
马诺斯克市政厅

马诺斯克的现任市长为卡米耶·加尔捷先生（Camille Galtier），他是一名右翼无党派人士，在2020年的市政选举中获得了31.56%的支持率。
在2017年的法国总统大选中，法国第25任总统埃马纽埃尔·马克龙在马诺斯克获得了65.46%的支持率。
| 马诺斯克历届市长 |                      |                                            |
| 任期             | 市长                 | 党派                                       |
| 1945年－1971年   | 奥贝尔·米约          | 不详                                       |
| 1971年－1977年   | 让·卡巴纳            | UDR共和国保卫联盟                          |
| 1977年－1980年   | 罗贝尔·翁德          | PRG左派激進黨                              |
| 1980年－1988年   | 让·卡巴纳            | UDF法国民主联盟                            |
| 1988年－1995年   | 路易·拉法利          | RPR保衛共和聯盟                            |
| 1995年－2001年   | 罗贝尔·翁德          | PRG左派激進黨                              |
| 2001年－2020年   | 贝尔纳·让梅-佩拉尔塔 | RPR保衛共和聯盟 →UMP人民运动联盟 →LR共和黨 |
| 2020年－         | 卡米耶·加尔捷        | DVD右翼无党派人士                          |

## 人口
2017年，马诺斯克市镇人口数量为22,333，在法国排名第402位。其中男性10,350人，女性11,518人，75岁及以上人口占12.2%，外籍人口数量为1,883人，人口密度为394人/平方公里，当地居民被称为（男性）或（女性）。2018年，马诺斯克境内出生286人，死亡人口263人。
| 年份   | 1936  | 1946  | 1954  | 1962   | 1968   | 1975   | 1982   | 1990   | 1999   | 2006   | 2011   | 2016   | 2017   |
| ------ | ----- | ----- | ----- | ------ | ------ | ------ | ------ | ------ | ------ | ------ | ------ | ------ | ------ |
| 人口數 | 5,635 | 6,734 | 7,750 | 10,080 | 16,281 | 19,150 | 18,760 | 19,107 | 19,603 | 21,162 | 22,316 | 21,868 | 22,333 |

## 经济
马诺斯克是一个区域性的中心城市，当地共有各类用人单位4,739家，平均历史为16年，行政、医疗及社会服务是当地的主要就业岗位类型。

## 财政收入
2018年，马诺斯克的财政收入总额为33,926,700欧元，财政支出总额为29,064,000欧元，当年的债务总额为23,115,100欧元。
2014年，马诺斯克的人均收入总额为2,522欧元，其中高职人员为4,495欧元，普通职员为1,793欧元。
2016年，马诺斯克境内的青壮年（15至64岁）失业率为18%，当地39.2%的家庭拥有纳税资格。

## 社会事务

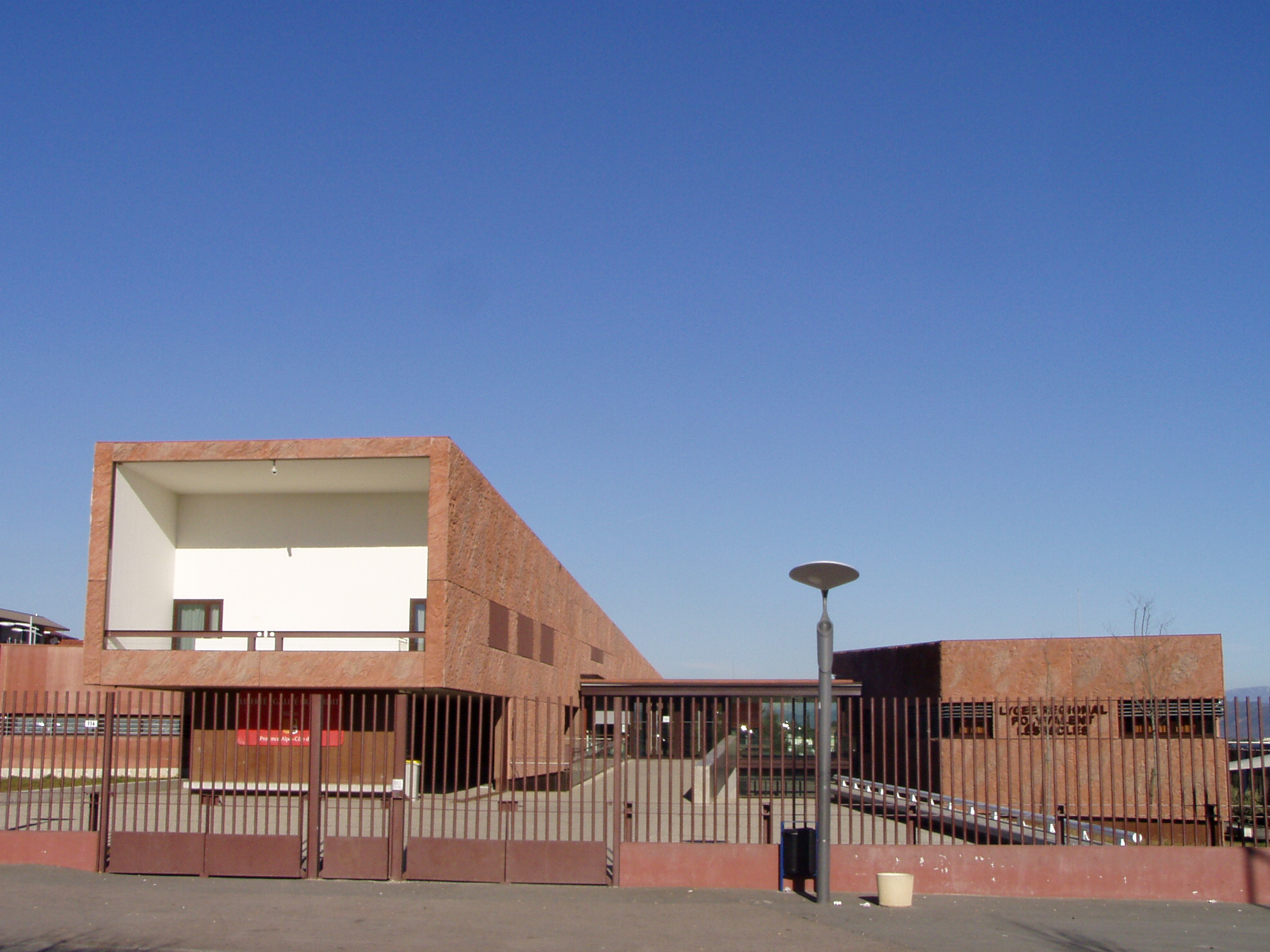
马诺斯克的一处高级中学

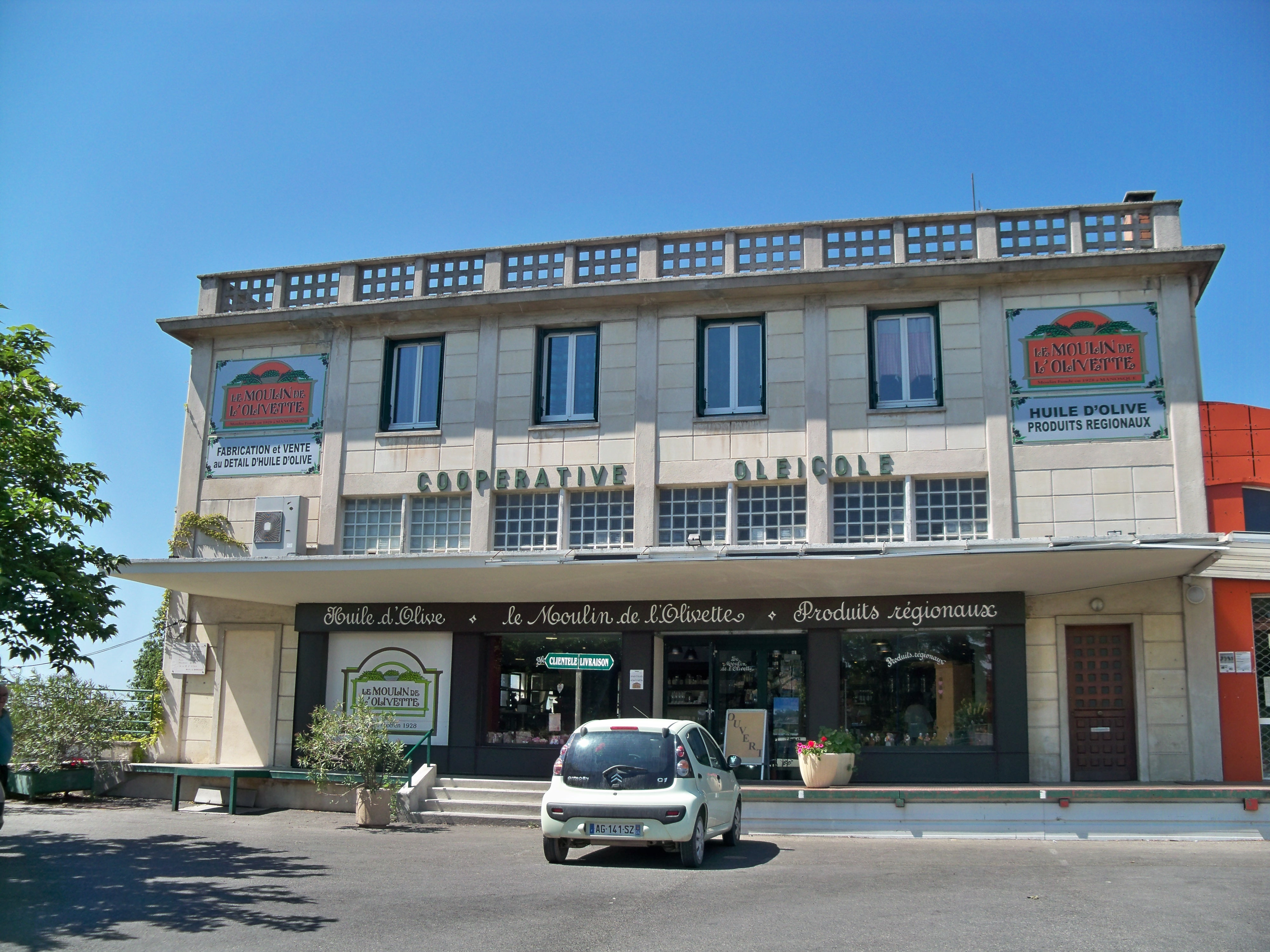
马诺斯克的橄榄油商场

### 教育
马诺斯克属于艾克斯-马赛学区。截止2018年1月1日，马诺斯克境内共有4所幼儿园、9所小学、4所初级中学、3所普通高中和3所职业高中，其中两所高中开设法国高级技师证书培训班。 2018至2019学年度，马诺斯克境内共有在校中小学生3,275名。

### 医疗
截止2018年1月1日，马诺斯克境内共有全科医生37名、保健师40名、牙医23名、护士55名、耳科医生1名、眼科医生6名、皮肤科医生4名、助产士3名、儿科医生3名和妇科医生4名。境内共有药房14家、养老院3家、残疾人帮扶中心3家。
马诺斯克中心医院（Centre Hospitalier de Manosque）是当地的一个公共医疗系统，其总部位于马诺斯克市区，设有床位207个，是当地规模最大的公立综合性医院。

### 住房
2016年，马诺斯克境内共有各类住房12,497套，其中83.7%为常住房屋。集中式居民区主要分布在市区中部，老城以南。

### 商业
2017年，马诺斯克境内共有各类商铺2,237家，其中餐饮服务类1,038家。市区东南部建有大型开放式商业街区。

### 体育
2018年，马诺斯克境内共有1家游泳池、5间健身房、4座综合体育场、10处网球场、1处马术场、5处足球或橄榄球场以及4处篮球或排球场。
马诺斯克普罗旺斯前进俱乐部是当地的一支足球队，成立于1920年，2020至2021赛季参加地中海足球联赛，其主场阿德里安·吉伊球场（Stade Adrien-Gilly）可同时容纳超过3,000名观众，是当地规模最大的体育设施。

### 环境
马诺斯克的环境事务由其所属的公共社区负责。2017年，马诺斯克境内共有1家污染企业。

### 治安
马诺斯克境内设有一处宪兵队。
2014年，马诺斯克及附近地区共发生各类案件1,348起，其中盗窃类案件832起，经济类案件110起，毒品交易类案件133起。

## 文化

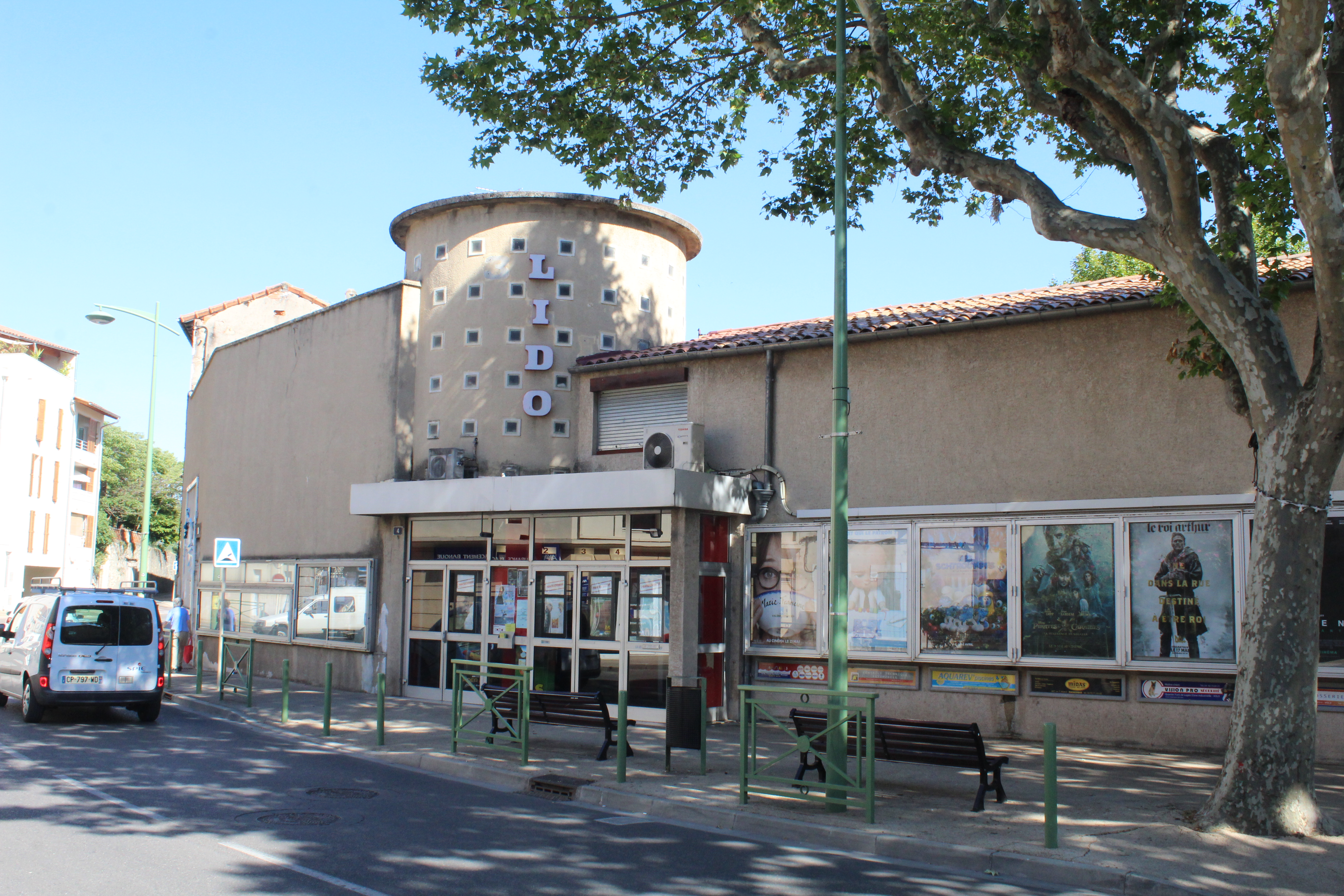
马诺斯克市区的利多电影院

2018年，马诺斯克境内共有1个剧场和1个电影院。马诺斯克市政府提供多媒体中心，向公众全年开放。

### 建筑
马诺斯克境内有多处法国国家文物保护单位，其中马诺斯克罗米日耶圣母教堂、马诺斯克圣索沃尔教堂、马诺斯克城门等是当地的代表性建筑物。

### 旅游
马诺斯克的旅游事务由其所属的公共社区负责。2020年，马诺斯克境内共有11个宾馆共计359间房间，另有1个露营地，可容纳共106辆露营车。

### 媒体
法国主要的媒体均可在马诺斯克接收，法国电视三台下属的普罗旺斯-阿尔卑斯-蓝色海岸大区频道在部分时段播出马诺斯克所属区域的地方新闻。

## 相关人物
法国作家让·吉奥诺和足球运动员热西·皮出生于马诺斯克。

## 友好城市
截至2020年8月，马诺斯克共与两座城市互为友好城市关系：
- 德国 莱恩费尔登-埃希特丁根
- 義大利 沃盖拉